# Cuspidata
Cuspidata là một chi bướm đêm thuộc phân họ Tortricinae của họ Tortricidae.

## Các loài
- Cuspidata anthracitis Diakonoff, 1960
- Cuspidata bidens Diakonoff, 1960
- Cuspidata castanea Diakonoff, 1960
- Cuspidata ditoma Diakonoff, 1960
- Cuspidata hypomelas Diakonoff, 1960
- Cuspidata leptozona Diakonoff, 1960
- Cuspidata micaria Diakonoff, 1973
- Cuspidata obscura Diakonoff, 1970
- Cuspidata oligosperma Diakonoff, 1960
- Cuspidata viettei Diakonoff, 1960